# 4 mai
ianuarie • februarie • martie  • aprilie  • mai  • iunie  • iulie  • august  • septembrie  • octombrie  • noiembrie  • decembrie
4 mai este a 124-a zi a calendarului gregorian și ziua a 125-a în anii bisecți. Mai sunt 241 de zile până la sfârșitul anului.

## Evenimente

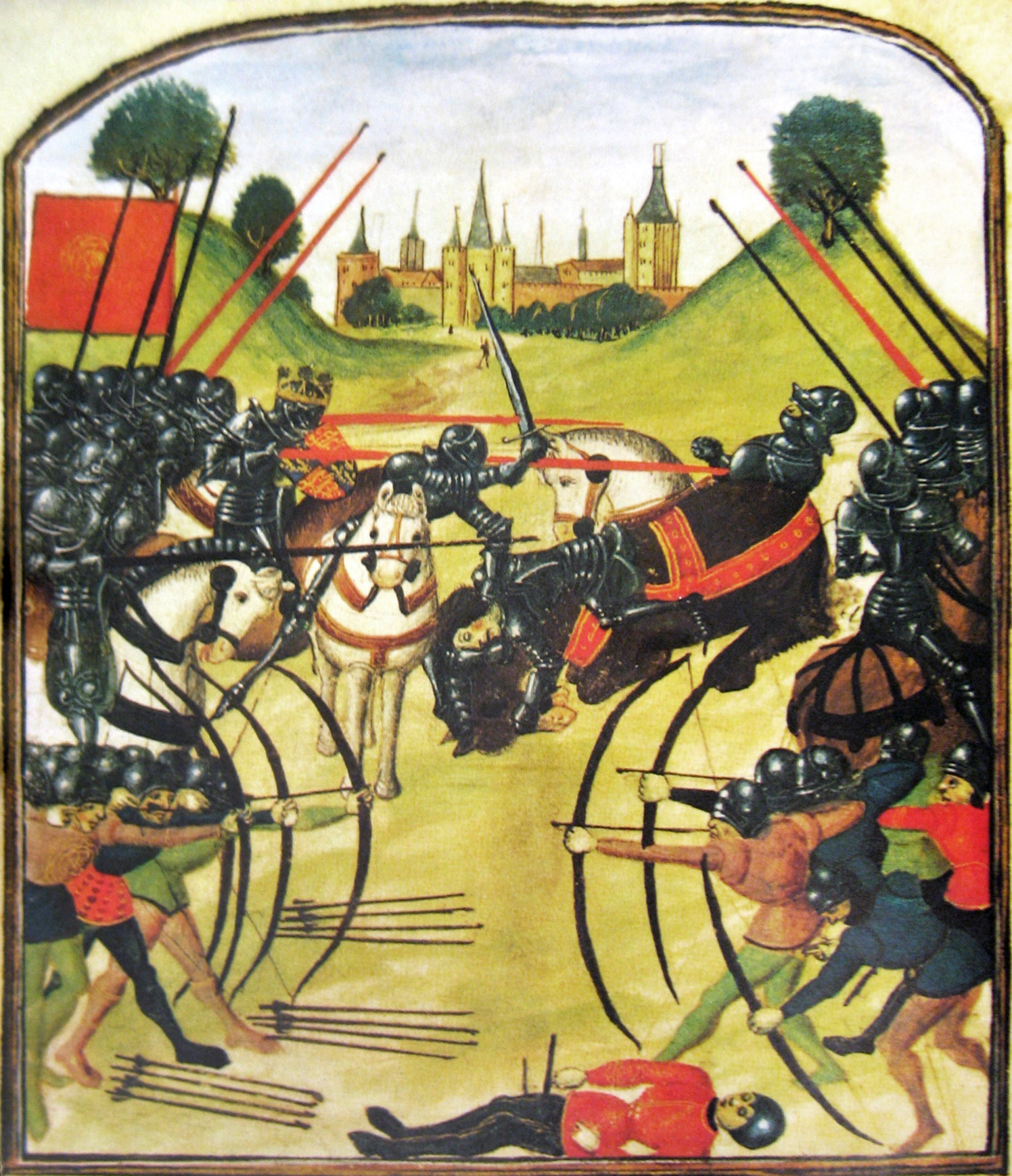
1471: Bătălia de la Tewkesbury: Eduard al IV-lea din Casa de York învinge armata Casei Lancaster și îl omoară pe Eduard, Prinț de Wales.

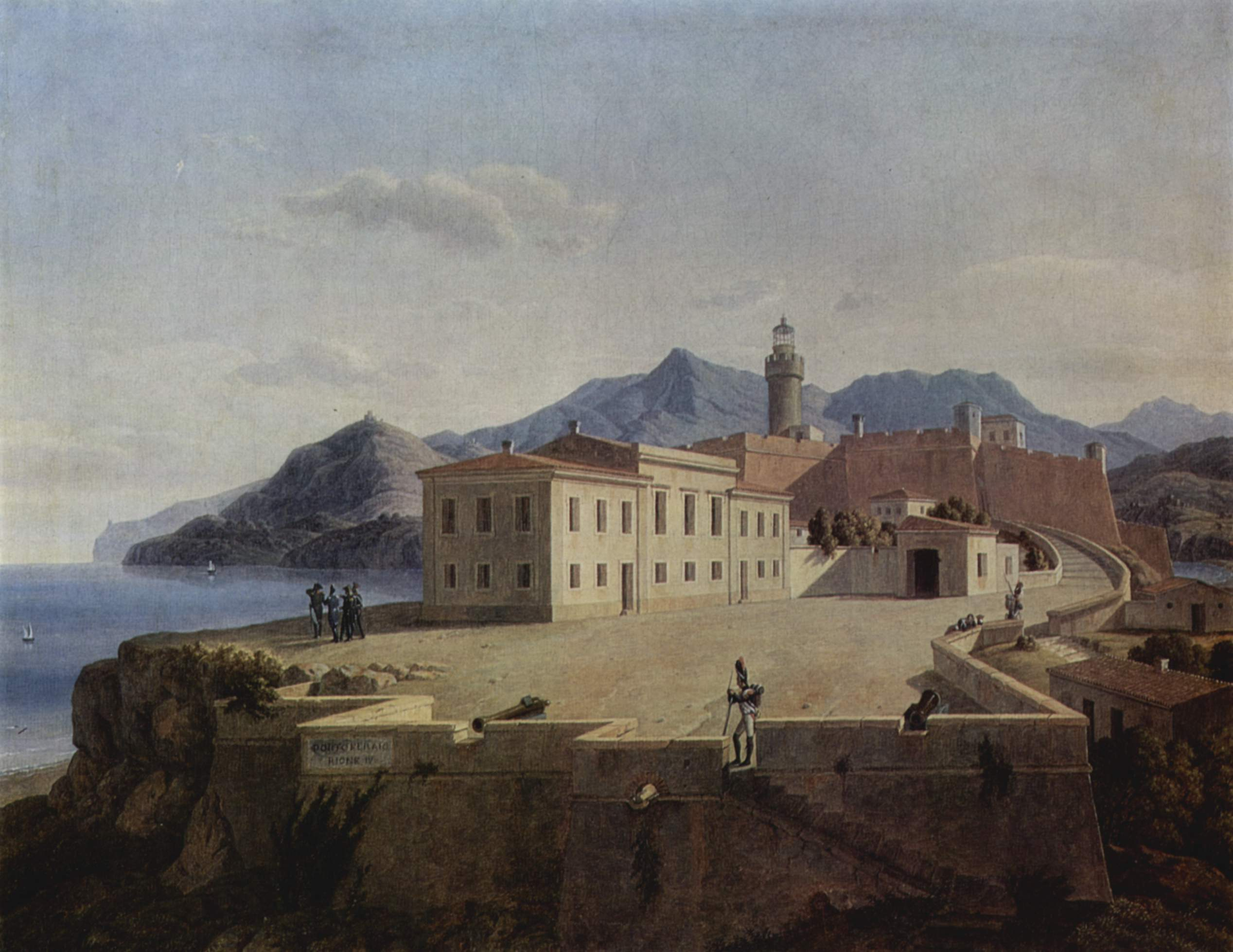
1814: Napoleon I ajunge la Portoferraio pe insula Elba unde își va începe exilul

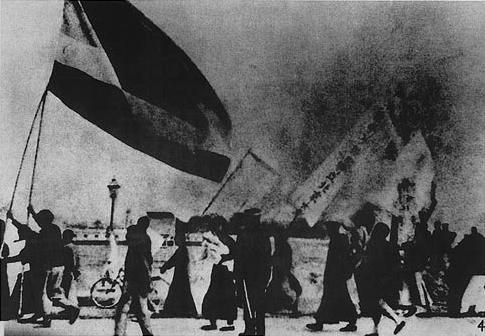
1919: În China s-a declanșat "Mișcarea 4 Mai", prima mișcare studențească importantă din istoria Chinei. Studenții au demonstrat în Piața Tiananmen din Beijing, China protestând împotriva Tratatului de la Versailles prin care se transferau teritorii chineze Japoniei.

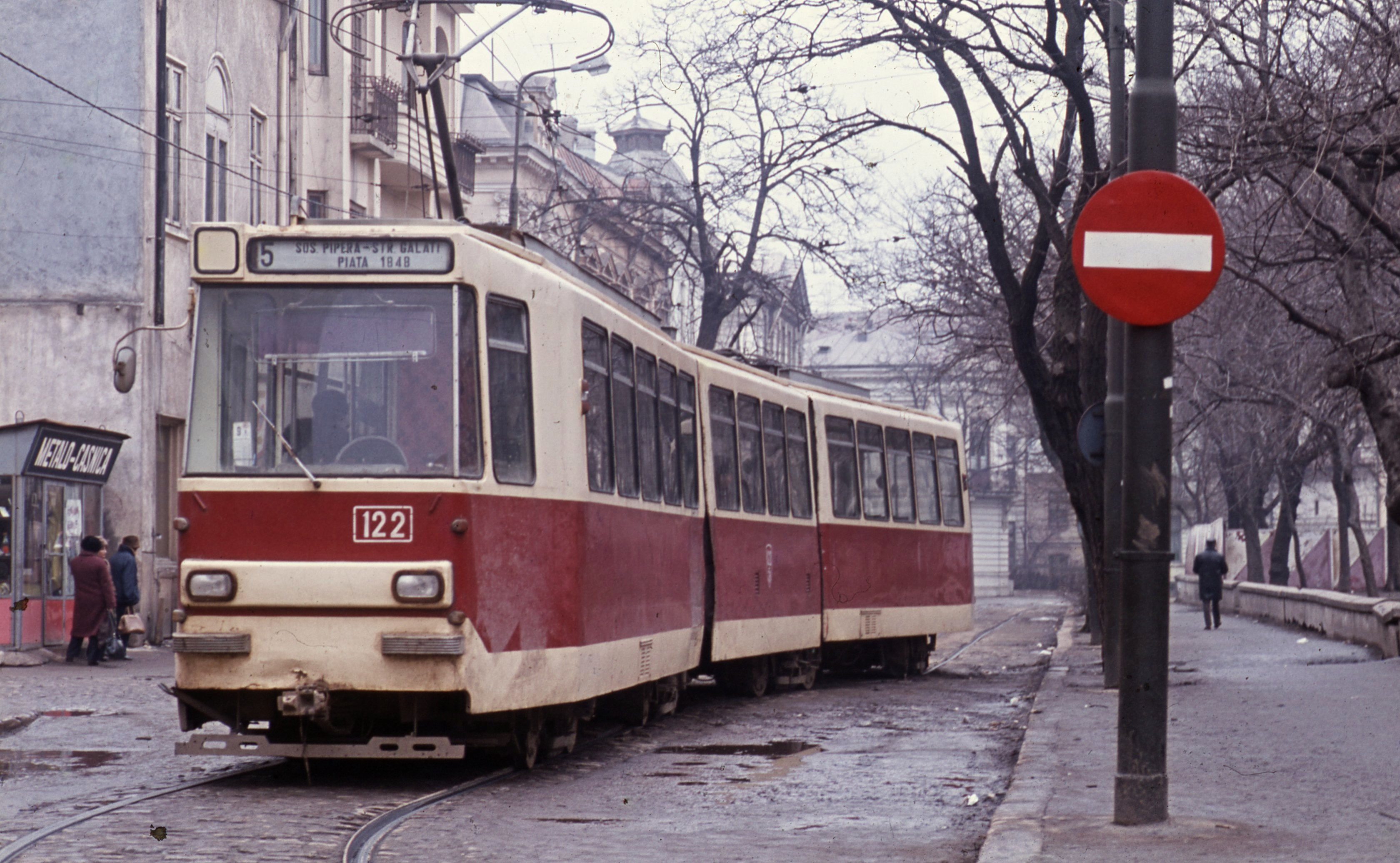
1971: Introducerea tramvaiului V3A

- 1471: Războiul celor două roze: Bătălia de la Tewkesbury: Eduard al IV-lea din Casa de York învinge armata Casei Lancaster și îl omoară pe Eduard, Prinț de Wales, singurul descendent al regelui Henric al VI-lea și a Margaretei de Anjou.
- 1493: Papa Alexandru al VI-lea împarte Lumea Nouă între Spania și Portugalia, de-a lungul liniei de demarcație.
- 1555: Apare prima ediție a Profețiilor lui M. Michel Nostradamus, profețiile lui Nostradamus, cu primele 353 de versete.
- 1646: Apare, la Iași, "Cartea românească de învățătură de la prăvilele împărătești și de la alte giudețe", primul cod de legi tipărit în limba română.
- 1675: Regele Charles al II-lea al Angliei ordonă construirea Observatorului Regal din Greenwich.
- 1814: Napoleon I este exilat pentru 100 de zile pe insula Elba.
- 1814: Regele Ferdinand al VII-lea al Spaniei semnează Decretul din 4 mai, întorcând Spania la absolutism. Inchiziția a fost reintrodusă.
- 1738: Papa Clement al XII-lea a publicat constituția „In Eminenti" prin care condamnă Francmasoneria.
- 1904: Începe construcția Canalului Panama.
- 1904: Inginerul James Royce și Sir Charles Stewart Rolls au pus bazele companiei Rolls-Royce, producătoare de mașini "de excelență". Din 1998 numele de marcă Rolls–Royce a fost achiziționat de către BMW.
- 1904: S-a înființat echipa germană de fotbal Schalke 04.
- 1919: În China s-a declanșat "Mișcarea 4 Mai", prima mișcare studențească importantă din istoria Chinei. Studenții au demonstrat în Piața Tiananmen din Beijing, China protestând împotriva Tratatului de la Versailles prin care se transferau teritorii chineze Japoniei.
- 1930: Poliția britanică îl arestează pe Mahatma Gandhi.
- 1932: Al Capone este transferat la închisoarea federală din Atlanta, Georgia pentru a-și ispăși pedeapsa cu închisoarea de unsprezece ani pentru evaziune fiscală.
- 1945: Al Doilea Război Mondial: Capitularea Germaniei la Lüneburg Heath, armata nord-germană se predă feldmareșalului britanic Bernard Montgomery.
- 1949: S-a semnat acordul americano–sovietic (acordul Jessup–Malik), care a pus capăt blocadei Berlinului.
- 1949: Avionul în care se afla echipa italiană de fotbal Torino care se întorcea de la Lisabona, s-a lovit de zidurile unei biserici la Superga. Nu au existat supraviețuitori. În acea vreme Torino era cea mai bună echipă din Italia.
- 1953: Ernest Hemingway câștigă premiul Pulitzer pentru Bătrânul și marea.
- 1959: Are loc prima ceremonie a premiilor Grammy.
- 1965: A fost fondat Teatrul „Ion Creangă" din București.
- 1971: Are loc intrarea în circulație a primului tramvai V3A.
- 1979: După victoria din ziua precedentă a Partidului Conservator la alegerile parlamentare, Margaret Thatcher este învestită în funcția de prim-ministru al Marii Britanii și al Irlandei de Nord.
- 1992: La Strasbourg se deschid lucrările celei de–a 44–a sesiuni a Adunării Parlamentare a Consiliului Europei, la care România participă ca invitată specială.
- 1994: A fost semnat, de către Israel și OEP (Cairo), acordul privind autonomia palestiniană în Gaza și Ierihon.
- 1997: Beatificarea lui Cefelino Jimenez Malla, cunoscut sub numele de El Pele, primul țigan martir din istoria Bisericii.
- 1998: Primul colocviu comun dintre Uniunea Europei Occidentale (UEO) și Alianța Nord–Atlantică, organizat din inițiativa Adunării Parlamentare a UEO. Colocviul a avut ca principal obiectiv relansarea procesului de definire în cadrul NATO a Identității Europene de Apărare (IDE) ( Madrid, 4–6).
- 1998: Reuniunea internațională asupra biodiversității. Participă miniștrii mediului din întreaga lume ( Bratislava , 4–5).
- 1999: Parlamentul bulgar aprobă solicitarea NATO privind survolarea teritoriului țării de către avioane ale Alianței, în cursul operațiunilor împotriva Iugoslaviei.
- 2002: NASA lansează satelitul de cercetare Aqua pentru a explora rolul apei în ecosistemul complex al planetei noastre. Aqua este primul satelit dintr-un grup de sateliți denumiți “Constelația După-amiezii” și face parte din "Earth Observing System" a NASA.
- 2003: A fost dezvelit, la Târgu Mureș, primul monument din România ridicat în memoria victimelor Holocaustului.
- 2004: Spaniolul Rodrigo Rato a fost ales director general al Fondului Monetar Internațional.
- 2008: Peste 134.000 de persoane ucise sau dispărute de ciclonul Nargis în Myanmar, cel mai mare dezastru natural de la Cutremurul din Oceanul Indian din 2004.
- 2025: Alegeri prezidențiale în România: În primul tur, George Simion, liderul de extremă dreaptă al Alianței pentru Unirea Românilor, a obținut 40,96 %, Nicușor Dan, independent, primar al Bucureștiului, 20,99 %, Crin Antonescu susținut de coaliția PSD-PNL-UDMR 20,07 %, Victor Ponta, independent 13,04 %, Elena Lasconi, președintă a USR 2,68 %.[1]

## Nașteri
- 1008: Regele Henric I al Franței (d. 1060)
- 1654: Împăratul Kangxi al Chinei (d. 1722)
- 1655: Bartolomeo Cristofori, producător italian de instrumente muzicale, inventatorul pianului (d. 1731)
- 1718: Jean-Philippe Loys de Chéseaux, astronom elvețian (d. 1751)
- 1733: Jean-Charles de Borda, matematician, fizician, politician și navigator francez (d. 1799)
- 1770: François Gérard, pictor și desenator francez (d. 1837)
- 1825: Thomas Henry Huxley, biolog și om de știință britanic (d. 1895)

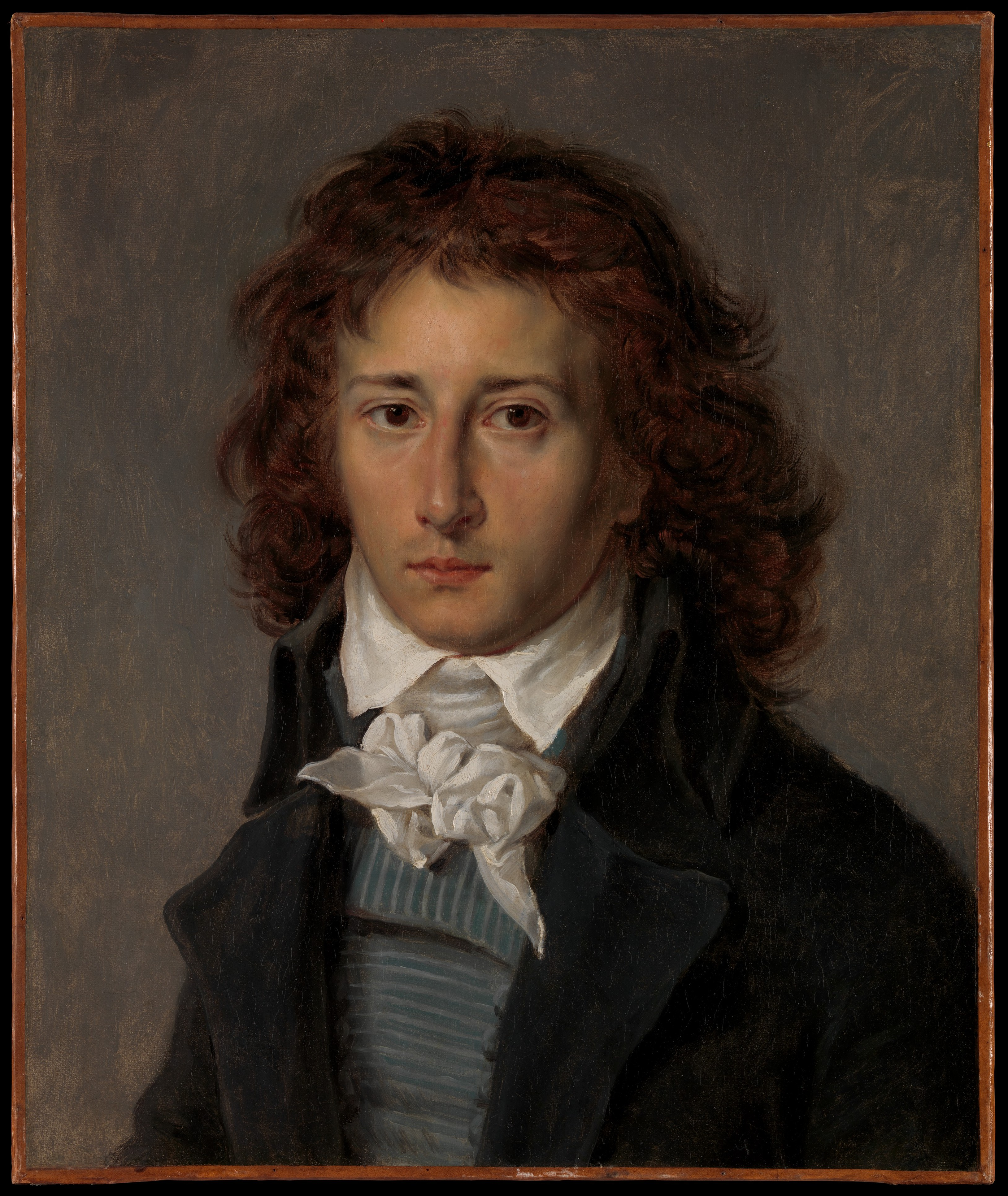
François Gérard, pictor francez
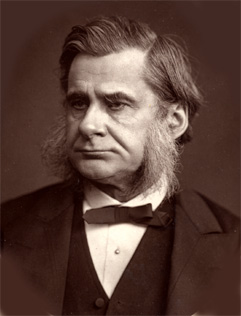
Thomas Henry Huxley, biolog și om de știință britanic
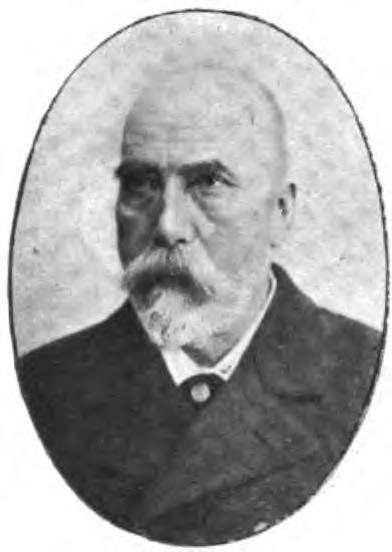
Theodor Rosetti, prim-ministru al României

- 1827: John Hanning Speke, explorator englez (d. 1864)
- 1837: Theodor Rosetti, publicist și om politic român, prim-ministru al României (d. 1932)
- 1856: Theodor Speranția, scriitor și folclorist român (d. 1929)
- 1899: Fritz von Opel, industriaș și sportiv german (d. 1971)
- 1913: Prințesa Ecaterina a Greciei și Danemarcei, fiica regelui Constantin I al Greciei (d. 2007)
- 1916: Richard Proenneke, naturalist american (d. 2003)
- 1918: Kakuei Tanaka, politician japonez, prim-ministru al Japoniei (d. 1993)
- 1921: Mircea Basarab, compozitor și dirijor român (d. 1995)
- 1922: Vlad Mușatescu, scriitor român (d. 1999)
- 1924: Prințul Mihail Feodorovici al Rusiei,  realizator francez de filme, membru al familiei Romanov (d. 2008)
- 1926: Geta Brătescu, artistă plastică română (d. 2018)
- 1928: Hosni Mubarak, politician și comandant militar egiptean, al 4-lea președinte al Egiptului  (d. 2020)
- 1928: Leon Baconsky, traducător, istoric și critic literar
- 1929: Audrey Hepburn, actriță anglo-olandeză (d. 1993)

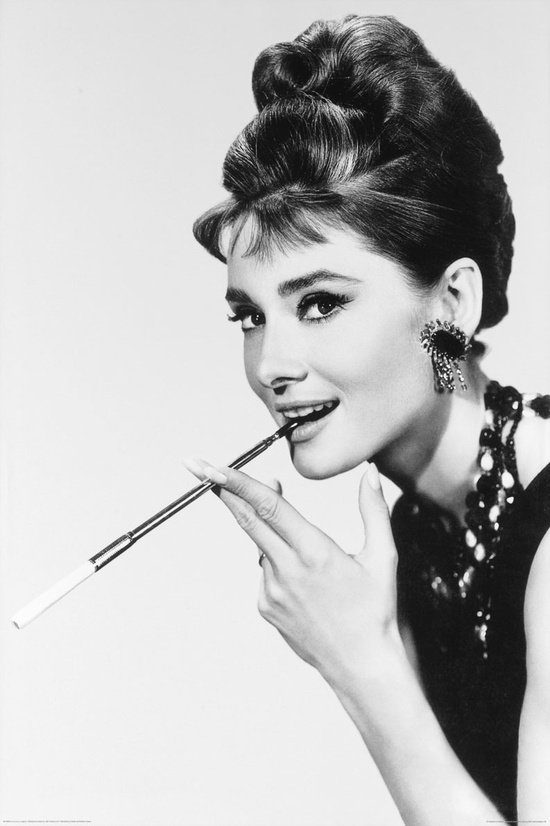
Audrey Hepburn, actriță anglo-olandeză
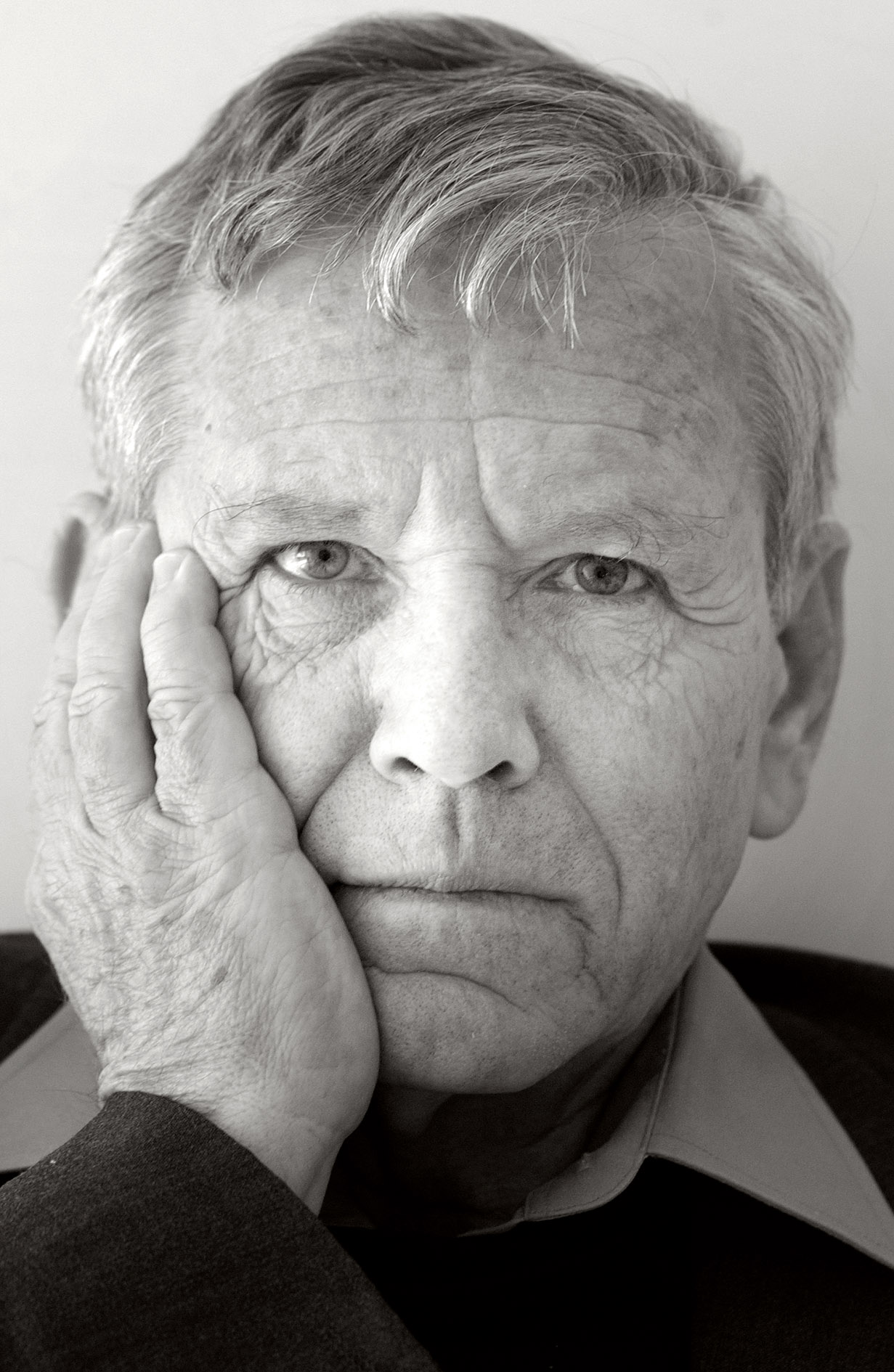
Amos Oz, scriitor israelian
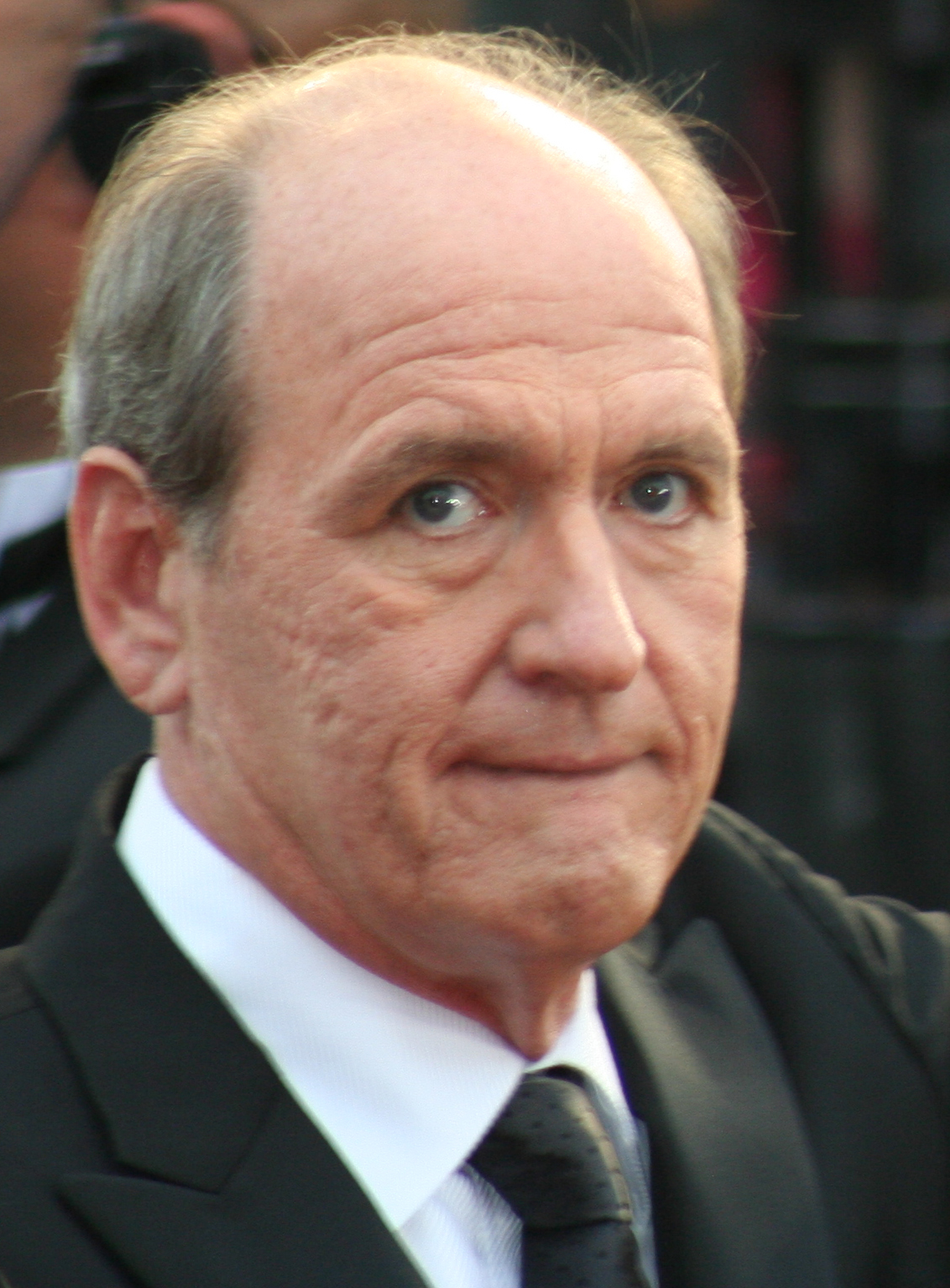
Richard Jenkins, actor american
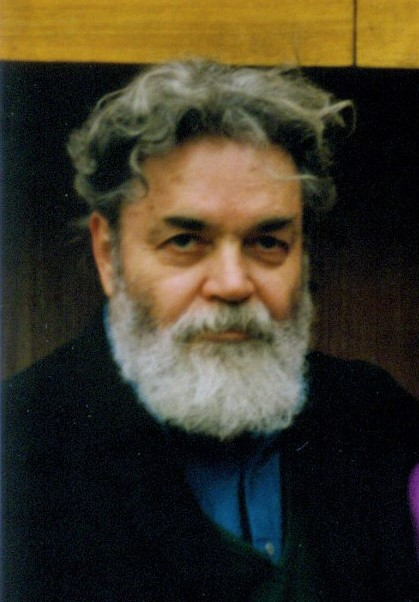
Mihail Makarenko, deținut politic în Uniunea Sovietică

- 1931: Mihail Makarenko, colecționar de artă, disident sovietic moldovean, deținut politic în Uniunea Sovietică (d. 2007)
- 1939: Mircea Ifrim, politician român
- 1939: Amos Oz, scriitor israelian (d. 2018)
- 1940: Grigore Constantin Bostan, folclorist și scriitor
- 1940: Robin Cook, medic și romancier american
- 1941: Hamdi Cerchez, actor român (d. 1994)
- 1947: Richard Jenkins, actor american
- 1948: Attila B. L. Kelemen, politician român de etnie maghiară (d. 2022)
- 1948: George Tupou al V-lea, rege al Tonga (d. 2012)
- 1949: Mona Muscă, politician român
- 1950: Anghel Iordănescu, fotbalist, antrenor și politician român
- 1955: Mircea Tiberian, compozitor și interpret român de muzică de jazz, pianist
- 1955: Mihaela Runceanu, solistă română de muzică ușoară (d. 1989)
- 1959: Darie Dup, artist plastic român
- 1964: Vitalie Ciobanu, scriitor din Republica Moldova
- 1964: Ibrahim Mohamed Solih, politician maldivian, președinte al Maldivelor (2018-prezent)
- 1987: Jorge Lorenzo, motociclist profesionist spaniol
- 1988: Mihaela Buzărnescu, jucătoare de tenis profesionistă din România

## Decese
- 1471: Eduard de Westminster, Prinț de Wales (n. 1453)
- 1519: Lorenzo de Medici, Duce de Urbino (n. 1492)
- 1727: Louis Armand al II-lea, Prinț de Conti (n. 1695)
- 1774: Anton Ulrich de Brunswick, soțul Marii Ducese Anna Leopoldovna a Rusiei (n. 1714)
- 1879: William Froude, fizician, inginer englez (n. 1810)
- 1884: Maria Anna de Sardinia, soția împăratului Ferdinand I al Austriei (n. 1803)
- 1897: Ducesa Sophie Charlotte de Bavaria, sora împărătesei Sissi a Austriei (n. 1847)
- 1903: Alfons Oscar Saligny, chimist român, fratele lui  Anghel Saligny (n. 1853)
- 1925: Prințesa Eugenia Maximilianovna de Leuchtenberg, membră a Casei de Beauharnais (n. 1845)
- 1938: Carl von Ossietzky, pacifist german, laureat al Premiulul Nobel pentru Pace (n. 1889)
- 1945: Fedor von Bock, mareșal german (n. 1880)

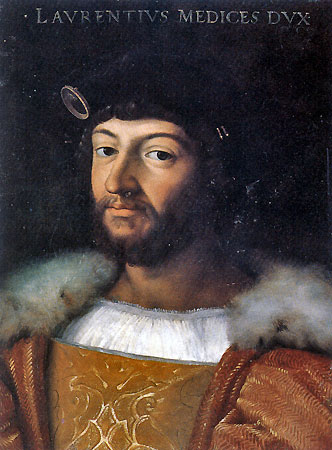
Lorenzo de Medici, Duce de Urbino
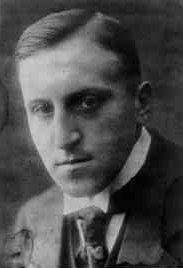
Carl von Ossietzky, pacifist german, laureat Nobel
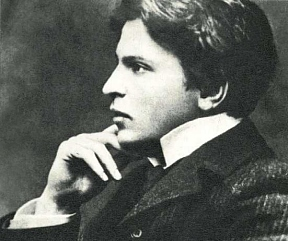
George Enescu, compozitor român

- 1951: Aurelian Pană, om politic român de dreapta, ministru al Agriculturii și Domeniilor (n. 1880)
- 1955: George Enescu, compozitor, violonist, pianist și dirijor român (n. 1881)
- 1964: Martin Quigley, jurnalist și editor american de reviste de cinema (n. 1890)
- 1969: Osbert Sitwell, scriitor englez (n. 1892)
- 1972: Johann Leopold, Prinț de Saxa-Coburg și Gotha (n. 1906)
- 1980: Iosip Broz Tito, om politic și de stat, președintele Iugoslaviei între 1953–1980 (n. 1892)
- 1980: Vasile Rășcanu, medic și fiziolog român (n. 1885)
- 1981: Iosif Cassian-Mătăsaru, traducător român (n. 1896)
- 1998: David Abramovici Kirjniț, fizician sovietic (n. 1926)
- 2013: Christian de Duve, biochimist și medic belgian, laureat Nobel (n. 1917)
- 2014: Elena Baltacha, jucătoare de tenis britanică de origine ucraineană (n. 1983)
- 2018: Doina Cornea, publicistă și disidentă română (n. 1929)

## Sărbători
- China: Ziua tineretului
- România: Ziua națională a inimii
- calendarul romano-catolic: Sfântul Florian